# Cuevas de San Clemente
Cuevas de San Clemente település Spanyolországban, Burgos tartományban.  Lakosainak száma 45 fő (2024).

## Népesség
A település népessége az utóbbi években az alábbiak szerint változott:
| Lakosok száma | 67   | 59   | 53   | 52   | 54   | 53   | 47   | 46   | 42   | 45   |
|               | 2001 | 2004 | 2006 | 2009 | 2011 | 2014 | 2016 | 2019 | 2021 | 2024 |